# Шаповалова Людмила Володимирівна
ШАПОВАЛОВА Людмила Володимирівна (2 березня 1955, Лисичанськ Луган. обл.) – українська науковиця, музикознавиця, викладачка. Докторка мистецтвознавства (2008), професорка (2011), завідувачка кафедри інтерпретології та аналізу музики Харківського національного університету мистецтв імені І.П.Котляревського (з 2004), Академік Академії наук вищої школи України (2024), голова наукової школи когнітивного музикознавства.

## Біографічна довідка
Закінчила Сєверодонецьке муз. уч-ще за фахом «фортепіано» та «теорія музики» (1974) та історико-теоретичний факультет ХДІМ ім. І. П. Котляревського (1979, кл. доктора мистецтвознавства, професора Н. Л. Очеретовської). У 1979–1982 навчалася в аспірантурі Київської державної консерваторії (тепер НМАУ) ім. П. І. Чайковського (клас доктора мистецтвознавства, професора І. А. Котляревського; кандидатська дисертація «Про взаємодію внутрішньої та зовнішньої форми в процесі історичної еволюції музичної жанровості» (1987). У 1994–1997 – докторант НМАУ. 
Працює у ХНУМ імені І. П. Котляревського з січня 1979 року (асистент кафедри теорії музики). Від 1983 викладала на кафедрі теорії музики ХДІМ імені І.П.Котляревського, від 1992 – доцент; у 1987–1992 – декан історико-теоретичного факультету. 
За її ініціативою у 2004 було створено кафедру інтерпретології та аналізу музики – науковий центр для підготовки магістрів виконавських спеціальностей.
Доктор мистецтвознавства зі спеціальності «Музичне мистецтво», диплом ДД №006874, виданий рішенням спеціалізованої вченої ради Національної музичної академії України імені П.І.Чайковського від 8.10.2008 р. (протокол №19-06/7). Тема дисертації «Музика як аналог особистості: до проблеми рефлексійної свідомості». За матеріалами докторської дисертації видано монографію
З вересня 2004 року очолює кафедру інтерпретології та аналізу музики, яка займається випуском магістрів практично усіх спеціальностей. 
Викладає курси «Аналіз музичних творів», «Науково-дослідницька-майстерність», «Методологія наукових досліджень», «Музикознавча майстерність», «Спеціальний клас» (музикознавці), «Дипломна робота бакалавра», «Підготовка дипломної роботи магістра», а також лекційні курси для аспірантів «Актуальні проблеми теоретичного музикознавства», «Методологія гуманітаристики», «Музична інтерпретологія».

## Наукова та науково-педагогічна діяльність
Науково-педагогічну діяльність Л.В.Шаповалової серед інших викладачів вирізняє плідне наукове керівництво кандидатськими (доктор філософії), докторськими дисертаціями та докторами мистецтва (3). Зокрема, на жовтень 2024 р. під науковим керівництвом (консультуванням) Л.В.Шаповалової успішно захистилися 45 кандидатів мистецтвознавства, докторів філософії та докторів мистецтва, два доктори мистецтвознавства: Н.О.Рябуха (2017) та Александрова О.О. (2018). 

## Публікацїї

### Книги
Шаповалова Л. В. Рефлексивный художник. Проблемы рефлексии в музыкальном творчестве: Монография. Харків: Скорпион, 2007. 286 с.17 п.л.
Shapovalova L.; Aleksandrova O., Формування мислення сучасного виконавця в системі інтегральних зв'язків теорії музики та інтерпретології. Modern culture and art history: an experience of Ukraine and EU: Collective monograph. Riga : Izdevnieciba "Baltija Publishing", 2020. P. 1-20.
Yu. V. Nikolaievska, L. V.; Shapovalova. Пізнаваність символу в музиці інтерпретативний аналіз. Modern Ukrainian musicology: from musical artifacts to humanistic universals: Collective monograph. Riga, Latvia: Baltija Publishing, 2021. Рр. 126–143. doi: https://doi.org/10.30525/978-9934-26-072-8-7

### Статті у фахових виданнях
1. Шаповалова Л. В. Проблеми жанрової типології. Музика. 1984. №3. С.4-5.
2. Шаповалова Л. В. Рефлексія як феномен духовної культури. Літературні та філософські джерела рефлексії. Традиції та новації у вищій архітектурно-художній освіті. Х., 1999-2000. № 6-1. С. 99-104.
3. Шаповалова Л. В. Альтова соната Д. Шостаковича (образ автора як тип рефлексії). Педагогічна наука та мистецтвознавство на межі століть. Х.: Каравела, 1999. С. 76-84.
4. Шаповалова Л. О рефлексии светской и духовной. Музичне мистецтво та культура. Одеса, 2000. Вип. 1. С.23-30.
5. Шаповалова Л. Принципи рефлексійної драматургії (на прикладі концертного жанру в творчості В.Бібіка). Наукові записки Тернопільського національного педагогічного університету імені Володимира Гнатюка (Серія: мистецтвознавство). 2000. Вип.1. С.44-48.
6. Шаповалова Л.В. Онтология и психология личности в культуре музыкального романтизма. Психология и онтология творчества. Саратов  АКМЕ. Вып. 1. С. 36-40.
7. Шаповалова Л. В. Рефлексия как текст культуры. Київське музикознавство. К.: НМАУ ім.П. І. Чайковського, 2001. Вип.7. С.17-27.
8. Шаповалова Л. Онтология личности и пути духовного восхождения 6 на примере Третьей сонаты для фортепиано Г.Уствольской. Науковий вісник НМАУ імені П.І.Чайковського. Київ, 2002. С.138-148.
9. Шаповалова Л. Музыка. Сознание. Рефлексия. Проблеми взаємодії мистецтва, педагогіки та теорії і практики освіти: зб. наук. праць. Харків: ХДУМ ім. І. П. Котляревського, 2003. Вип.11. С.260-271.
10. Шаповалова Л. В. Целокупное бытие музыки: о задачах и перспективах интерпретологии. Проблеми взаємодії мистецтва, педагогіки та теорії і практики освіти: зб. наук. праць. Харків: ХДУМ ім. І. П. Котляревського, 2005.Вип. 16. С. 196-204.
11. Шаповалова Л. В. Смысл как категория ценностной семантики музыки. Науковий вiсник НМАУ ім. П.І. Чайковського. Вип. 60: Теоретичнi та практичнi аспекти музичного смислоутворення. К., 2006. С. 17-25.
12. Шаповалова Л. В. Моцарт и моцартианство в культуре ХХ века. Музичний світ В. А. Моцарта: шляхи осягнення: Матеріали міжнародної науково-практичної конференції, присвяченої 250-річчю від дня народження В. А. Моцарта. Харків: ХДАК, 2006. С. 10-11.
13. Шаповалова Л. В. Виконавська рефлексія як об′єкт інтерпретології. Проблеми взаємодії мистецтва, педагогики та теорії і практики освіти: зб. наук. праць. Харків, ХДУМ ім. І.П. Котляревського, 2007. С. 178-188.
14. Шаповалова Л. В. Логос музыки, или апология когнитивного музыковедения Традиції та новації у вищій архітектурно-художній освіті. Харків, 2007. Вип. ХХІХ. С.41-50.
15. Шаповалова Л.В. Харківська аналітична школа: кафедра інтерпретології та аналізу музики. Pro domo mea. Харків : 2007. С.68-69
16. Шаповалова Л.В. Владимир Доценко – Homo musicus. Коментар до диску. Проблеми взаємодії мистецтва, педагогіки та теорії і практики освіти. Вип.23 [Гітара як звуковий образ світу]. Харків : ХДУМ, 2008. С.48-58.
17. Шаповалова Л.В. Виктория Лозовая играет Р. Вагнера: к проблеме исполнительского стиля. Проблеми взаємодії мистецтва, педагогіки та теорії і практики освіти : зб. наук. праць. Вип.24 [Постать митця у художньому просторі міста] Харків : Видавництво «НТМТ», 2009. С.248-256.
18. Шаповалова Л.В. Рефлексия как модус Логоса. Ставропігійські філософські студії : зб. паук. праць. Львів : Ставропігіон, 2009. С.133–143.
19. Шаповалова Л.В. Гоголь містичний: літургійний вимір поетики М.В.Гоголя. Часопис НМАУ ім. П.І.Чайковського: наук. журнал. 2009. С.104-110.
20. Шаповалова Л. Как возможно когнитивное музыковедение. Проблеми взаємодії мистецтва, педагогіки та теорії і практики освіти: зб. наук. статей. Вип.29. Когнітивне музикознавство. Харків, вид-во «С.А.М», 2010. С.421-444.
21. Шаповалова Л. Литургия как «архетип» творчества homo credens. Проблеми взаємодії мистецтва, педагогіки та теорії і практики освіти: зб. наук. статей. Харків : Вид-во «С.А.М», 2010. С. 91-110.
22. Шаповалова Л.В. Исполнитель и время: логико-понятийный дискурс интерпретологии. Науковий вісник НМАУ імені П.І.Чайковського. Вип. Проблеми організації художнього часу в музичному творі / ред. В.Москаленко. Київ, 2010. С.3-12.
23. Шаповалова Л. Метафизика музыкального символа в кантате С. Слонимского «Голос из хора». Проблеми взаємодії мистецтва, педагогіки та теорії і практики освіти: зб. наук. статей. Харків : Вид-во «С.А.М», 2011. С.336-346.
24. Шаповалова Л.В. Апология когнитивного музыковедения. По следам выступлений В.Медушевского. World of Musik. International Scientific online Musical Journal of Azerbaijan. [Мир музыки: издание Бакинской консерватории]. 2013. Вип. № 1. С.41-49.
25. Шаповалова Л.В. Духовная реальность музыкального произведения и методы ее познания. Проблеми взаємодії мистецтва, педагогіки та теорії і практики освіти: зб. наук. статей. Вип.40: Когнітивне музикознавство. Харків, вид-во «С.А.М», 2014. С.11-32.
26. Шаповалова Л.В. Интерпретология как интегративная наука. Проблеми взаємодії мистецтва, педагогіки та теорії і практики освіти. Когнітивне музикознавство : зб. наук. статей ХНУМ імені І. П. Котляревського / відп. секретар – доктор мистецтвознавства, проф. Л. В. Шаповалова. Харків : ХНУМ імені І. П. Котляревського, 2017. Вип. 46. С. 289–300.
27. Шаповалова Л. Интерпретология как интегративная наука (2017). Проблеми взаємодії мистецтва, педагогіки та теорії і практики освіти. Когнітивне музикознавство: зб. наук. статей. Вип. 46 [ред.-упоряд. Л. В. Шаповалова]. Харків, Харк. нац. ун-т мистецтв імені І. П. Котляревського. С. 289-300.
28. Шаповалова Л.В. Розуміння музики як відкриття Іншого: діалог з Маріо Азеведо. Проблеми взаємодії мистецтва, педагогіки та теорії і практики освіти. Вип. 60. С.233-248.
29. Shapovalova L. (2018). Analysis as the Integrative Science: Experience of Interpretology. Abstract book XV Convegno Internazionale di Analisi e Teoria Musicale. Istituto Superiore di Studi Musicali “G. Lettimi”. Rimini, S.65-67.

### Статті Web of Science
Shapovalova, L.; Romaniuk, I.; Chernyavska, M. Early (Avant-Garde) Symphonies by Valentin Silvestrov as a Sound Universe. Studia Universitatis Babes-Bolyai Musica. 2021.Volume: 66 Issue: 1 Pages: 329-343. DOI: 10.24193/subbmusica.2021.1.21 
Shapovalova, Liudmyla; Chernyavska, Marianna; Govorukhina, Nataliya; Nikolaievska, Yuliia. Pastoral in Instrumental and Vocal Music 18-21 Centuries: Genre Invariant and  Performance. Ad Alta-Journal of  Interdisciplinary Research. 2021. Volume: 11 Issue: 2 Pages: 136-140. Special Issue: 20. http://www.magnanimitas.cz/ADALTA/110220/papers/A_23.pdf (Web of Science)
Yuliia Nikolaievska, Liudmyla SHapovalova, Nataliia Mykhailova, Iryna Romaniuk, Anna KHutorska. Vocal and choir performance in the music and theater university (psychological and communicative aspects) // Ad Alta: Journal of interdisciplinary research. Special Issue No.: 11/02/XX. (Vol. 11, Issuе 2, Special issue XX.). pp.141–146. Web of Science
Serhaniuk L., Shapovalova L., Shehda L., Kazymyriv K., Kolubayev O. Portraits and self-portraits of composers at the musical work. AD ALTA: Journal of Interdisciplinary Research – Magnanimitas. 2021. XVII. 10-11. http://www.magnanimitas.cz/10-02
Shapovalova, Liudmyla; Govorukhina, Nataliya; Zinchenko, Viktoriia; Varavkina-Tarasova, Nadiia; Derkach, Larysa   The "cherubim song" genre in ukrainian musical culture.  AD ALTA journal of interdisciplinary research. 2023. Vol.13. Issue 1. P. 148-153 (Проіндексовано WoS)    https://doi.org/10.33543/130132148153  Номер ResearcherID Web of Science: HTM-7802-2023 
Shapovalova Liudmyla, Bohdan Kysliak, Ruslana Vavryk, Dmytro Hub’yak, Serhii Davydov. Performance poetics as an imalogical vision of a contemporary musical work. Ad alta: journal of interdisciplinary research . The Czech  Republik, February, 2024 14/01/XL. (Volume 14, issue 1, P. 60-64. (Проіндексовано WoS). 
Shapovalova, Liudmyla; Bohdan, Kysliak; Ruslana, Vavryk; Zinchenko, Viktoriia; Bohdan, Katryniak. Solo instrumental concert with the participation of folk and percussion instruments in the context of the new european traditio. AD ALTA journal of interdisciplinary research. 2024. Vol.14. Issue 1- XLI.   P. 72-78 special issue XL). https://www.magnanimitas.cz/ADALTA/140141/papers/A_12.pdf
Shapovalova, L. V., Serhaniuk, L. I., Nikolaievska Yu.V. Kopeliuk, O. O. Genre in the music communication system and the artist’s mission. Linguistics and Culture Review, 5 (S4), 218-233. https://doi.org/10.21744/lingcure.v5nS4.1575/

## Учні
НАУКОВИЙ СТУПІНЬ «ДОКТОР МИСТЕЦТВОЗНАВСТВА»
1. Рябуха Наталія Олександрівна. Тема: «Фортепіанна творчість ХХ століття: онто-сонологічна концепція». Харків, ХДАК, 2017.
2. Александрова Оксана Олександрівна.. Тема: «Вокально-хоровий стиль Г.Свиридова: взаємодія світського та релігійного аспектів»: дис. … доктора мистецтвознавства по спеціальності 17.00.03 – Музичне мистецтво. Харків, ХНУМ ім.І.П.Котляревського; Київ, ІМФЕ імені Рильського. 2018.
КАНДИДАТИ МИСТЕЦТВОЗНАВСТВА
1. Зайцева Людмила Анатоліївна. «Онтологічна концепція музики: на прикладах світських та духовних жанрів» по спеціальності 17.00.01 – Теорія та історія культури. ХДАК, 2004.
2. Ніколаєвська Юлія Вікторівна. «Символ дзеркала в музиці: від метафори до метафізики образу» Київ, НМАУ ім. П.І.Чайковского, 17.00.03 – Музичне мистецтво. 2004.
3. Курчанова Оксана Валеріївна. «Елегія в музиці: досвід жанрового моделювання (на матеріалі творів російських та українських композиторів XIX–XX століть)» по спеціальності 17.00.03 – Музичне мистецтво. Харків, ХДУМ ім.І.П.Котляревського, 2005.
4. Гайденко Ігор Анатолійович. «Роль музичних комп’ютерних технологій в сучасній композиторській практиці» по спеціальності 17.00.03 – Музичне мистецтво. Харків : ХДУМ ім.І.П.Котляревського, 2005.
5. Осипенко Вікторія Володимирівна «Структурно-семантичний інвариант хорового концерту (на матеріалі хорової музики Юрія Алжнєва)» по спеціальності 17.00.03 – Музичне мистецтво. Львів, Львівська академія музики ім.М.В.Лисенка, 2006.
6. Сирятська Тетяна Олександрівна. Виконавська інтерпретація в аспекті психології особистості музиканта-артиста» по спеціальності 17.00.03 – Музичне мистецтво. Харків, ХДУМ ім.І.П.Котляревського, 2008.
7. Дрожжина Наталя Володимирівна «Вокальне виконавство в системі музичного мистецтва естради» по спеціальності 17.00.03 – Музичне мистецтво. Харків, ХДУМ ім.І.П.Котляревського, 2008.
8. Тимофеєва Кіра Валеріївна. «Порівняльний аналіз як метод інтерпретології (на прикладі фортепіанного виконавства)» по спеціальності 17.00.03 – Музичне мистецтво. Харків, ХДУМ ім.І.П.Котляревського, 2009.
9. Понькіна Антоніна Михайлівна. «Саксофон в музичній культурі ХХ ст. (на матеріалі сонатної творчості зарубіжних і українських композиторів» по спеціальності 17.00.03 – Музичне мистецтво. – Харків, ХДУМ ім.І.П.Котляревського, 2009.
10. Романюк Ірина Анатоліївна. «”Картина” світу в системі категорій аналізу музики (на прикладах української музичної культури)» по спеціальності 17.00.03 – Музичне мистецтво. Харків, ХДУМ ім.І.П.Котляревського, 2009.
11. Фекете Ольга Валентинівна. «Формування виконавської концепції музичного твору» по спеціальності 17.00.03 – Музичне мистецтво. – Харків, ХДУМ ім.І.П.Котляревського, 2009.
12. Костенко Наталія Євгеніївна. «Харківська домрова школа в контексті музично-виконавської культури України» по спеціальності 17.00.03 – Музичне мистецтво. Харків : ХДУМ ім.І.П.Котляревського, 2009.
13. Чжоу Чживей «Порівняльна інтерпретологія» по спеціальності 17.00.03 – Музичне мистецтво Харків, ХНУМ ім.І.П.Котляревського (2012)
14. Куровська Ірина Ростивлавівна. Кобзарство як феномен української духовності (на матеріалі Кримського регіону ): по спеціальності 17.00.03 – Музичне мистецтво. Харків, ХНУМ ім.І.П.Котляревського (2012).
15. Снєдкова Людмила Іванівна «Ансамблеве виконавство за участі баяна» по спеціальності 17.00.03 – Музичне мистецтво. Харків, ХНУМ ім.І.П.Котляревського (2012).
16. Савельєва Ганна Володимирівна «Виконавський стиль харківської хорової школи» по спеціальності 17.00.03 – Музичне мистецтво. Харків, ХНУМ ім.І.П.Котляревського (2013)
17. Лю Лянь «Музично-теоретичні дисципліни в системі професійної підготовки музикантів у Китаї: досвід взаємодії національної та європейської традицій» по спеціальності 17.00.03 – Музичне мистецтво. Харків, ХНУМ ім.І.П.Котляревського (2015)
18. Варавкіна-Тарасова Надія Петрівна «Духовний зміст музичного твору» по спеціальності 17.00.03 – Музичне мистецтво. Харків, ХНУМ ім.І.П.Котляревського (2014).
19. Жалейко Дар’я Миколаївна «Кітч в музиці» по спеціальності 17.00.03 – Музичне мистецтво. Харків, ХНУМ ім.І.П.Котляревського (2015).
20. Ма Цзяцзя «Інструменталізм у камерно-вокальній музиці» по спеціальності 17.00.03 – Музичне мистецтво. Харків, ХНУМ ім.І.П.Котляревського (2015)
21. Заверуха Олена Леонідівна «Хорове письмо: історія та шляхи функціонування» по спеціальності 17.00.03 – Музичне мистецтво. Харків, ХНУМ ім.І.П.Котляревського (2016)
22. Костогриз Сергій Олександрович «Виконавство на балалайці в системі музичного мистецтва України» (2016)
23. Оболенська Марія Михайлівна «Фортепіанна творчість Луї Вєрна в аспекті ціннісної теорії стилю» по спеціальності 17.00.03 – Музичне мистецтво. Харків, ХНУМ ім.І.П.Котляревського (2017)
24. Зотов Денис Ігоревич. «Виконавство на саксофоні в системі музичного мистецтва ХХ століття» Сумський державний педагогічний університет імені А.С.Макаренка 2018.
25. Ці Мінвей «Жанрово-стильові пріоритети професійної підготовки вокалістів Китаю на етапі глобалізації» Харків, 2018.
26. Малий Дмитро Миколайович «Специфіка композиторського мислення» по спеціальності 17.00.03 – Музичне мистецтво. Харків, ХНУМ імені І.П.Котляревського, 2018.
27. Чайковська Ксенія Іванівна. «Ансамбль скрипалів в жанровій системі музично-виконавського мистецтва». Сумський державний педагогічний університет імені А.С.Макаренка 2018
28. Шепеленко Наталя Борисівна «Втілення жанрового канону ораторії у творчості західноєвропейських і вітчизняних композиторів XVII-XXI століть». Харків, ХНУМ імені І.П.Котляревського, 2018.

29. Лю Нін. «Рефлексія у вокальній музиці ХХ століття (на прикладі творчості Д. Шостаковича та Б. Лятошинського). Харків, ХНУМ імені І.П.Котляревського, 2018.
30. Сунь Бо. «Вокальна творчість Георгія Свиридова: параметри співтворчості виконавця та композитора». Спеціальності 17.00.03 – Музичне мистецтво. Харків, ХНУМ ім.І.П.Котляревського, 2019.
31. Ван Дуангуй. «Мелос як парадигма вокального мистецтва: на матеріалі творчої практики України та Китаю». Спеціальність 17.00.03 – Музичне мистецтво. Харків, ХНУМ ім.І.П.Котляревського. 2019
32. Копелюк Олег Олексійович. «Фортепіанна творчість Івана Карабиця: феноменологія стилю». Спеціальності 17.00.03 – Музичне мистецтво. Харків, ХНУМ імені І.П.Котляревського, 2018.
33. Каменева Анна Сергіївна. «Духовний універсум хорової творчості Михайла Шуха». Харків, ХНУМ імені І.П.Котляревського, 2020. 
34. Тищик Вадим Борисович. «Програмність в українській баянній музиці (1960-2010 роки)». Спеціальність 17.00.03 – Музичне мистецтво. Харків, ХНУМ імені І.П.Котляревського, 2021.
ДОКТОРА ФІЛОСОФІЇ
35. Клендій Олег Миколайович. «Фортепіанний стиль К. Сен-Санса як втілення виконавського ідеалу європейської культури XIX століття». Спеціальність 17.00.03 – Музичне мистецтво. Харків, ХНУМ імені І.П.Котляревського, 2021.
36. Хуан Лей. Пастораль в музиці: історико-стильовий та виконавський аспекти. Харків, ХНУМ імені І.П.Котляревського, 2022.
37. Фартушка Олексій Дмитрович. «Хорова поліфонія в системі композиторського стилю (на прикладі творчості П.Гіндеміта, Стравінського, О. Щетинського)». Харків, ХНУМ імені І.П.Котляревського, 2022.
38. Лю Тін. «Мистецтво співу та танцю як художня цілісність: історико-стильовий та феноменологічний аспекти». Спеціальність 17.00.03 – Музичне мистецтво. Харків, ХНУМ імені І.П.Котляревського, 2023.
39. Дарья Сергіївна Козик. «Вокально-хорова творчість Франка Мартена як феномен виконавської практики». Спеціальність 17.00.03 – Музичне мистецтво. Харків, ХНУМ імені І.П.Котляревського, 2024.
ДОКТОРА МИСТЕЦТВА
40. Стрілець Андрій Миколайович. «Діяльність оркестру народних інструментів ХНУМ імені І.П. Котляревського в історичному хронотопі», Харків, ХНУМ імені І.П.Котляревського, 2023.
41. Чуб Максим Андрійович. «Невідомий романтик Крістіан Сіндінг: еволюція фортепіанного стилю». Харків, ХНУМ імені І.П.Котляревського, 2023.
42. Бурцев Микита Вікторович. «Християнські мотиви в оперній та камерно-вокальній музиці XVII-XX століть». Харків, ХНУМ імені І.П.Котляревського, 2023.
43. Коноров Олексій Олексійович. «Культурно-стильові ландшафти вокальної музики України в творчій практиці виконавця-тенора». Харків, ХНУМ імені І.П.Котляревського, 2024.